# Distretto di Šumadija
Il distretto di Šumadija (in serbo Шумадијски округ?, Šumadijski okrug) è un distretto della Serbia centrale.

## Comuni
Il distretto si divide in sei comuni:
- Aranđelovac
- Topola
- Rača
- Batočina
- Knić
- Lapovo

La città di Kragujevac si divide a sua volta in cinque comuni:
- Aerodrom
- Pivara
- Stanovo
- Stari grad
- Stragari